# ナスラック
ナスラック株式会社（英文表記:Nasluck Co.,Ltd.）は、愛知県名古屋市中区に本社を置く、システムキッチン、洗面化粧台、収納家具、室内建具、内装建材などを扱う住宅設備メーカーである。現在は同区に本社を置く東建コーポレーションの子会社である。

## 会社概要
日本冶金工業の子会社「ナス・ステンレス製作所」として1960年（昭和35年）に創業。現法人は1975年（昭和50年）に「ナスステンレス」として設立され、日本冶金の直系子会社としてステンレス流し台、浴槽、住宅設備機器の製造販売を行っていたが、バブル崩壊後の1990年代以降は経営不振が続き、日本冶金は系列不採算事業整理の一環として2003年（平成15年）に再生ファンドの「ベーシック・キャピタル・マネジメント」へ事業を譲渡した。
2005年（平成17年）4月にベーシック社が東建コーポレーションの子会社「東建リーバ」へ当社の全株式及び債権を売却、東建グループの関連子会社となり、社名を「東建ナスステンレス」に改めた。2007年（平成19年）6月1日に「東建ナスステンレス」から「ナスラック」へ社名を変更する。2008年（平成20年）11月に東建リーバと合併して現在に至る。
ナスステンレスは1990年代にほぼ全国で営業展開していたが、現在は北海道・四国・九州・沖縄から撤退し、東北地方も宮城県以外は営業拠点を設けていない。

## 沿革
- 1960年 - 前身となる株式会社ナスステンレス製作所（資本金1億円）設立。鎌倉市大船に工場用地買収。
- 1961年 - 大船工場（現・鎌倉工場）建設、ステンレス流し台の生産開始。
- 1962年 - 三菱商事を総代理店として「日本冶金ナス流し台」の販売開始。流し台「P型」、「G型」、「S型」発売。流し台「S型」がグッドデザイン商品に選出される。
- 1963年 - 公共住宅用規格部品委員会より、KJ流し台メーカーの指定を受ける。
- 1965年 - 大船工場拡張のため土地買収決定（3,706坪）。
- 1966年 - 流し台「R型」がグッドデザイン商品に選定。
- 1967年 - 流し台「H型（ホームクイン）」、「P型（第2次）」発売。流し台「H型（ホームクイン）」がグッドデザイン商品に選定。
- 1968年 - 資本金を1億4千万円に増資。流し台「HQ型（ホームクイーンセピア）」発売。
- 1969年 - 資本金を2億8千万円に増資。
- 1971年 - 流し台「NQ型（ナスクイーン）」がグッドデザイン商品に選定。
- 1972年 - ステンレス浴槽の生産開始。
- 1973年 - 資本金を4億2千万円に増資、滋賀県湖南工業団地内に滋賀工場建設。
- 1977年 - 浴槽、洗面化粧台が建設省優良住宅部品（BL）に認定。キッチンユニットが建設省優良住宅部品（BL）に認定。
- 1979年 - 流し台「A型（アムーリー）」「C型（チャーミー）」がグッドデザイン商品に選定。大船工場がJIS表示許可工場となる。流し台「A型（アムーリー）」「FG、FY（フルーティ）型」及びステンレス浴槽「140型」発売。キッチンシステム（A-Ⅰ型、A-Ⅱ型）が建設省優良住宅部品（BL）に認定。
- 1980年 - ガス加熱機器、ステンレス浴槽建設省優良住宅部品（BL）に認定。流し台「D型（ディアリー）」がグッドデザイン商品に選定。キッチンユニットが建設省優良住宅部品（BL）に認定。
- 1981年 - 集合郵便受箱、換気ユニット建設省優良住宅部品（BL）に認定。洗面化粧台ユニット建設省優良住宅部品（BL）に認定。
- 1982年 - システムキッチン「BL30型」建設省優良住宅部品（BL）に認定、グッドデザイン商品選定。
- 1983年 - 洗面化粧台「AW型」がグッドデザイン商品に選定。
- 1984年 - 太陽熱利用給湯システム（太陽熱温水器）建設省優良住宅部品（BL）に認定。
- 1985年 - 流し台「P型（ピァティ）」がグッドデザイン商品に選定。
- 1988年 - コンポシステムキッチンミドルオークシリーズがグッドデザイン商品に選定。
- 1989年 - マリオ・バレンチノ（イタリア）監修システムキッチン｢マリオ・バレンチノ｣発売。第一回インターナショナルハウジングフェア出展。
- 1997年 - 業界初の抗菌ステンレスシンク「ビーナスシンク」の生産発売開始。
- 1998年 - ステンレスキャビネットキッチン、製法特許取得。千葉県八街市の鉄骨工場「シスコ」を買収。
- 2000年 - 国際標準機構により優良企業の証明となる国際規格「ISO9001」に認証される。
- 2002年 - 業界初のキッチン内蔵型生ごみ処理機を発売。旧・段谷産業の出雲工場（島根県出雲市）を買収。旧・エヌケーホームの工場（埼玉県深谷市）を買収。
- 2003年 - 千葉シスコ工場、出雲ダンタニ工場がISO 9001：2000を取得。システムキッチン「ディプロア」を発売。
- 2005年 - 東建リーバの系列となり、東建ナスステンレス株式会社に社名変更。
- 2006年 - シェルル神戸工場（兵庫県神戸市）を取得。
- 2007年 - ナスラック株式会社に社名変更。「ナストピアTLD内装・住設ユニットシステム」による住空間のトータルデザインシステムを発表。システムキッチン「クリエスタ」を発売。
- 2008年 - 東建リーバと合併。
- 2009年 - システムキッチン「バゼロ」を発売。洗面化粧台「スタァレディ」を発売。DXシリーズユニット収納を発売。耐震･制震金物「シェルワイド」を発売。
- 2010年 - システムバス「バスリーバ」を発売。
- 2012年 - システムキッチン「ベルフラワー」を発売。
- 2013年 - 洗面化粧台「チャイミークリア」を発売。
- 2014年 - 「耐震壁面収納家具」を発売。
- 2015年 - システムキッチン「セスパ」をリニューアルし発売。NK深谷工場を建て替え、ロボットによる全自動ラインを構築。「鉄骨地中梁基礎工法」で使う鋼管杭「ニューバースパイル」の生産開始。
- 2016年 - コンパクトキッチン「リヴィエール」をリニューアルし発売。「高齢者福祉施設向け設備」のオーダーメイド生産を開始。
- 2017年 - システムキッチン「バゼロ」をリニューアルし発売。「玄関収納」をリニューアルし発売。
- 2018年 - システムキッチン「ベルフラワー」をリニューアルし発売。「室内ドア」をリニューアルし発売[1]。
- 2020年 - システムバス「バスリーバS」をリニューアルし販売。
- 2021年 - 洗面化粧台「スタァレディ」をリニューアルし販売。

## 工場
旧東建リーバの工場を合わせて国内に5つの工場があり、一般販売向けの住宅設備機器のほか、親会社である東建コーポレーション用の建築資材・住設機器を生産している。
- NK深谷工場（埼玉県深谷市）
- 千葉シスコ工場（千葉県八街市）
- NAS鎌倉工場（神奈川県鎌倉市）
- シェルル神戸工場（兵庫県神戸市）
- 出雲ダンタニ工場（島根県出雲市）

## 主な商品
| システムキッチン - セスパ - バゼロ - ベルフラワー コンパクトキッチン - リヴィエール セットキッチン - ピュアッツ - パルテエジ システムバス - バスリーバS | 温水洗浄便座 - シャワレッシュ トイレカウンター - ライトベル 洋風便器 - ビィバレット 洗面化粧台 - スタァレディ - チャイミークリア - ベラーザ・ネオ - グランティスC | 収納家具 - シェルラック（耐震壁面収納） - 玄関収納 - ユニット収納 - ニッチ収納 - トイレ収納 - リビング家具 - キッズ家具 |

## イメージキャラクター
- 釈由美子（2006年（平成18年） - 2009年（平成21年）、ナスラックのCMに出演）
- ナスピィ
- ナスリン

## 提供番組（全て過去）
- 歌のチャンピオン（日本テレビ系列）
- スター誕生!（同上）
- 金曜ロードショー（同上）
- 笑点（同上）